# Edwin Homer Ellison
Pour les articles homonymes, voir Ellison.
Edwin Homer Ellison, né le 4 septembre 1918 à Dayton, Montgomery, Ohio, et décédé le 29 avril 1970 à Fox Point, Milwaukee, Wisconsin, était un chirurgien américain.
Il a décrit en 1955 avec Robert Milton Zollinger un syndrome qui porte désormais leur nom, le syndrome de Zollinger-Ellison.